# Wanderson (ur. 1994)
Wanderson Maciel Sousa Campos (ur. 7 października 1994 w São Luís) – brazylijski piłkarz występujący na pozycji skrzydłowego lub ofensywnego pomocnika w brazylijskim klubie SC Internacional. Posiada również obywatelstwo belgijskie.
Jego ojciec Wamberto i brat Danilo również byli piłkarzami.